# Volo Iran Airtour 956
Il volo Iran Airtour 956 era un volo passeggeri di linea nazionale da Teheran a Khorramabad, in Iran. Il 12 febbraio 2002, un Tupolev Tu-154M operante il volo si schiantò a 370 km a sud-ovest di Teheran. Durante un avvicinamento non di precisione alla pista 11, l'aereo colpì il monte Kuh-e Sefid ad un'altitudine 9 100 piedi (2 800 m), tre miglia nautiche a sinistra della linea centrale della pista. Tutti i 12 membri dell'equipaggio e 107 passeggeri morirono nello schianto. L'aereo trasportava quattro funzionari governativi.

## L'aereo
Il velivolo coinvolto era un Tupolev Tu-154M, numero di serie 91A-871 e numero di linea 08-71. Costruito da Aviakor, effettuò il suo primo volo il 21 maggio 1991 e venne consegnato al Ministero dell'Aviazione Civile nel giugno 1991, che gli assegnò il numero di registrazione CCCP-85698 e lo inviò al Dipartimento dell'Azerbaigian. Nel 1993, a seguito del crollo dell'Unione Sovietica,  all'aereo furono assegnate le marche azere 4K-85698.
Dopo una revisione, nel maggio 2000 venne noleggiato da ARZ-400, che a sua volta lo subaffittò alla compagnia bulgara Balkangtsev e la registrazione venne cambiata in LZ-LTO; nel dicembre 2000, venne noleggiato alla Bulgarian Air Charter (BAC), con registrazione LZ-LCO. Il 21 gennaio 2002, l'aereo venne subaffittato alla Iran Air Tours con marche EP-MBS. In totale, il giorno dell'incidente, l'aereo aveva accumulato 12 701 ore di volo in 5 516 cicli. Era equipaggiato con tre motori turbogetto D-30KU-154-II. Era equipaggiato con tre motori turbogetto Soloviev D-30KU-154.

## L'incidente
Il volo partì da Teheran diretto a Khorramabad alle 7:30 del mattino con 12 membri dell'equipaggio e 107 passeggeri a bordo. Tra i passeggeri c'erano 4 funzionari governativi e almeno 4 passeggeri spagnoli. L'avvicinamento alla destinazione avvenne in condizioni meteorologiche avverse; l'equipaggio deviò a sinistra della pista di tre chilometri a causa della scarsa visibilità. A circa 15 miglia dall'aeroporto, a un'altitudine di 9 100 piedi (2 800 m) sul livello del mare, il Tu-154 si schiantò sul il monte Kuh-e Sefid vicino al villaggio di Sarab-e Dowreh ed esplose. Tutti i 119 a bordo persero la vita.

## Conseguenze
Poco dopo l'incidente, alcuni deputati chiesero le dimissioni o il licenziamento del ministro dei Trasporti, Ahmad Khorram, nonché del capo dell'organizzazione dell'aviazione civile Behzad Mazheri. Circa 150 deputati scrissero una lettera al presidente Mohammad Khatami, chiedendogli di prendere le misure necessarie in caso di divulgazione delle cause dell'incidente.
C'erano anche opinioni secondo cui la ragione principale della catastrofe fossero le sanzioni americane contro l'Iran, a causa delle quali le compagnie aeree iraniane non potevano acquistare pezzi di ricambio per i Boeing acquistati prima della rivoluzione iraniana del 1979, ma erano costrette a noleggiare vecchi aerei di linea dell'era sovietica. Iran Airtour annunciò che avrebbe cessato di operare con i Tupolev, ma questa azione non venne mai implementata.